# مسجد باغ گندم
مسجد باغ گندم مربوط به سدهٔ ۹ ه.ق است و در یزد، خیابان سید گلسرخ واقع شده و این اثر در تاریخ ۱۰ خرداد ۱۳۸۲ با شمارهٔ ثبت ۹۱۲۶ به‌عنوان یکی از آثار ملی ایران به ثبت رسیده است.